# Рдесник Берхтольда
Рдесник Берхтольда (Potamogeton berchtoldii) — вид багаторічних водних трав'янистих росли родини рдесникові (Potamogetonaceae). Вид названий на честь чеського ботаніка 19-го століття Фрідріха фон Берхтольда (нім. Friedrich von Berchtold). Цей вид належить до групи видів, яка включає Potamogeton pusillus, Potamogeton hillii, Potamogeton ochreatus. Деякі автори вважають P. berchtoldii формою P. pusillus.

## Опис
Кореневища тонкі або відсутні. Пагони дуже тонкі й зазвичай не перевищують 60 см. Листки пласкі, всі під водою, лінійні, довжиною 25–50 мм, шириною 0.5–2.3 мм, забарвлені в блідо-зелений, оливково-зелений або коричневувато-зелений колір, від напівгострої до тупої форми і часто загострені на верхівці, з 3(5) жилами. Колосся в 1–3 мутовках протилежних квіток. Плоди 1.8–3 мм, оливкового кольору. Хромосоми: (2n = 26).

## Поширення
Азія: Японія; Казахстан; Туркменістан; Росія Федерація — Передкавказзя, Примор'я, Сахалін, європейська частина, Бурятія, Горно-Алтайський, Тува, Якутія-Саха, Алтайський край, Красноярськ, Чита, Іркутськ, Кемерово, Курган, Новосибірськ, Омськ, Томськ, Тюмень; Іран; Ірак; Туреччина. Кавказ: Вірменія; Грузія. Європа: Білорусь; Естонія; Латвія; Литва; Молдова; Україна; Австрія; Бельгія; Чехія; Німеччина; Угорщина; Нідерланди; Польща; Словаччина; Швейцарія; Данія; Фінляндія; Ірландія; Норвегія; Швеція; Об'єднане Королівство; Албанія; Боснія і Герцеговина; Болгарія; Хорватія; Греція; Італія; Македонія; Чорногорія; Румунія; Сербія; Словенія; Франція. Північна Америка: Канада; США. Населяє озера, ставки, канали, повільно проточні ріки та струмки.
Ймовірно, спонтанно колонізує нові ставки, ймовірно, посередництвом водоплавних птахів, але навряд чи збережеться на довгий час в цьому середовищі, якщо конкуруючі рослини не будуть регулярно знищуватися. Його маленький зріст і неінвазивні звички роблять його придатним для вирощування в ставку або акваріумі.

## Галерея

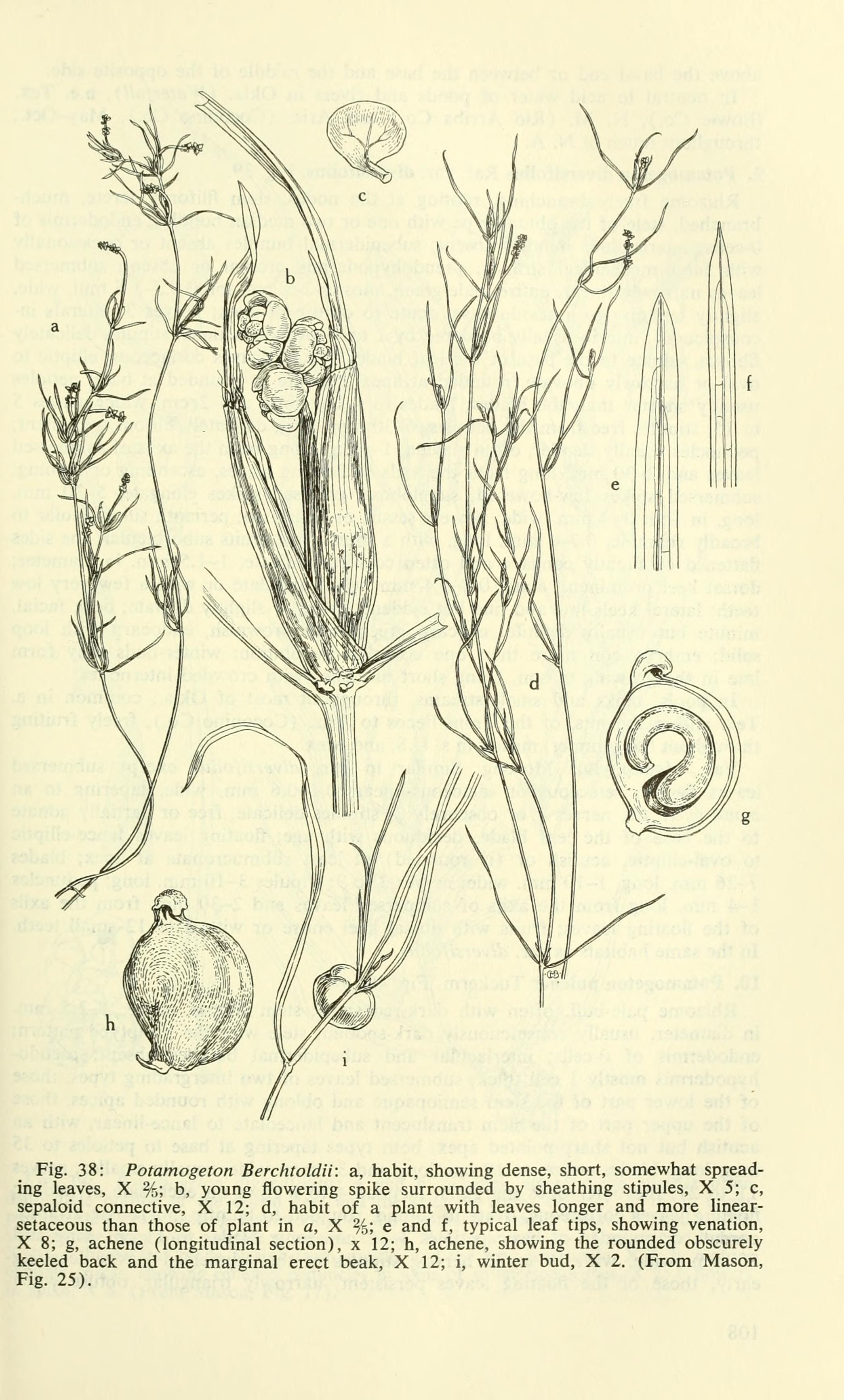